# The DMX Files
The DMX Files – kompilacyjny album amerykańskiego rapera DMXa wydany 17 grudnia 2002. Zawiera głównie single promujące płyty od „It’s Dark and Hell Is Hot” do ścieżki dźwiękowej z filmu „Od kołyski aż po grób”. Ponadto na kompilacji znajdują się single, na których DMX wystąpił gościnnie – „Money, Cash, Hoes” (Jay-Z), „Money, Power & Respect” (The Lox), „4,3,2,1” (LL Cool J) oraz wczesna wersja utworu „Get It on the Floor”, zatytułowana „Let’s Get It On”.
Pochodzenie niektórych utworów
- „Angel” pochodzi z płyty „...And Then There Was X” DMX-a.
- „4, 3, 2, 1" pochodzi z płyty „Phenomenon” LL Cool J-a.
- „Money, Power, Respect” pochodzi z płyty „Money, Power & Respect” The Lox.
- „Money, Cash, Hoes” pochodzi z płyty „Vol. 2... Hard Knock Life” Jaya-Z.

## Lista utworów
| Nr | Tytuł                     | Producent(ci)            | Wykonawcy | Długość |
| -- | ------------------------- | ------------------------ | --- | ------- |
| 1  | „X Gon’ Give It to Ya”    | Shatek                   | DMX | 3:33    |
| 2  | „Let’s Get It On”         | Swizz Beatz              | - Intro: DMX, Swizz Beatz - Refren: Swizz Beatz, DMX - Wszystkie zwrotki: DMX - Outro: Swizz Beatz                                                                                 | 4:25    |
| 3  | „Get at Me Dog”           | Dame Grease, PK          | - Intro: DMX, Sheek Louch - Refren: Sheek Louch, DMX - Wszystkie zwrotki: DMX - Skit: Dee, Waah - Wokal wspierający: Sheek Louch                                                   | 4:03    |
| 4  | "Stop Being Greedy”       | PK, Dame Grease          | DMX | 3:37    |
| 5  | „How’s It Goin’ Down”     | PK                       | DMX | 4:43    |
| 6  | "Ruff Ryders Anthem”      | Swizz Beatz              | DMX | 3:31    |
| 7  | „Slippin’”                | DJ Shok                  | DMX | 5:02    |
| 8  | „No Love 4 Me”            | Swizz Beatz              | - Intro: Swizz Beatz - Refren: DMX - Pierwsza zwrotka: DMX - Druga zwrotka: Drag-On - Trzecia zwrotka: DMX - Outro: Swizz Beatz                                                    | 4:07    |
| 9  | "What’s My Name?”         | Self, Irv Gotti          | DMX | 3:51    |
| 10 | „Party Up (Up in Here)”   | Swizz Beatz              | - Intro: DMX - Refren: DMX - Wszystkie zwrotki: DMX - Outro: Swizz Beatz | 4:26    |
| 11 | "What These Bitches Want” | Nokio                    | - Intro: Sisqo, DMX - Refren: Sisqo, DMX - Wszystkie zwrotki: DMX - Outro: Sisqo                                                                                                   | 4:10    |
| 12 | „Angel”                   | Irv Gotti                | - Intro: DMX, Regina Bell - Refren: Regina Bell - Wszystkie zwrotki: DMX - Outro: Regina Bell                                                                                      | 5:04    |
| 13 | "We Right Here”           | Black Key                | DMX | 4:29    |
| 14 | „Who We Be”               | Black Key                | DMX | 4:49    |
| 15 | "I Miss You”              | Kidd Kold                | - Intro: DMX - Refren: Faith Evans, DMX - Wszystkie zwrotki: DMX - Wokal wspierający: Faith Evans                                                                                  | 4:43    |
| 16 | „4, 3, 2, 1”              | Erick Sermon             | - Intro: Method Man, Redman, LL Cool J - Pierwsza zwrotka: Method Man - Druga zwrotka: Redman - Trzecia zwrotka: DMX - Przerywnik: Method Man, Redman - Czwarta zwrotka: LL Cool J | 3:39    |
| 17 | "Money, Power, Respect”   | Deric „D-Dot” Angeliette | - Intro: Lil’ Kim - Refren: Lil’ Kim - Pierwsza zwrotka: Sheek Louch - Druga zwrotka: Styles P - Trzecia zwrotka: Jadakiss - Czwarta zwrotka: DMX                                  | 4:32    |
| 18 | „Money, Cash, Hoes”       | Swizz Beatz              | - Intro: Jay-Z, DMX - Refren: Jay-Z, DMX - Pierwsza zwrotka: Jay-Z - Druga zwrotka: Jay-Z - Trzecia zwrotka: DMX - Outro: Jay-Z                                                    | 4:45    |